# Izraelská demokratická strana
Demokratická strana (hebrejsky ישראל דמוקרטית‎, Jisra'el demokratit, doslova Demokratický Izrael) byla politická strana v Izraeli, kterou v roce 2019 založil bývalý premiér Ehud Barak. Strana se pro volby do Knesetu v září 2019 spojila s Merec. V předčasných volbách do Knesetu v roce 2020 nekandidovala.

## Členové
Když Barak 26. června 2019 oznámil, že zakládá novou stranu, stáli po jeho boku Ja'ir Golan, Jif'at Biton a Kobi Richter. K Barakově straně se kromě Eldada Janiva připojil také Ja'ir Fink, který dříve kandidoval za Stranu práce (hovořilo se o tom, že se ke straně připojí také členka Strany práce Emilie Moati, která to však popřela). Ke straně se připojila také vnučka Jicchaka Rabina Noa Rothman. Dne 2. července se ke straně připojil bývalý člen Židovského domova Sagit Perec Deri.

## Závazky
Strana přijala čtyři hlavní závazky, které v případě zvolení splní:
1. Strana se zavázala, že do dvou let od ustavení vlády přijme psanou ústavu Izraele v duchu hodnot Deklarace nezávislosti Státu Izrael a vizí biblických proroků Izraele. Ústava zakotví rovnost, spravedlnost, sociální práva a právo Židů na tuto zemi. Učiní tak při zachování jednoty národa a práv menšin bez ohledu na náboženství, rasu, pohlaví a sexuální orientaci. Kromě toho zakotví omezení délky funkčního období a zabrání tomu, aby ve veřejných funkcích působili ti, kteří byli obviněni z trestného činu.
2. Strana se zavázala, že do dvou let stanoví trvalé hranice Izraele. To má zajistit existenci Izraele jako židovského a demokratického státu a zabránit anexi milionů Palestinců.
3. Strana se zavázala k obnově izraelských sociálních služeb. Přijmou zákon o bezplatném vzdělávání od 0 let věku, zkrátí čekací doby na zdravotní péči a sníží životní náklady o 20 %. Těchto cílů bude dosaženo zvýšením veřejných výdajů, které Izrael přiblíží průměrné úrovni veřejných výdajů Organizace pro hospodářskou spolupráci a rozvoj.
4. Strana se zavázala povolit v Izraeli občanské sňatky a rozvody, povolit veřejnou dopravu o šabatu a zvýšit platy vojákům Izraelských obranných sil.

## Předsedové
| Předseda | Předseda   | Nástup do úřadu | Konec v úřadu |
| -------- | ---------- | --------------- | ------------- |
|          | Ehud Barak | 2019            | 2019          |

## Výsledky voleb
| Volební rok | Koalice            | Předseda   | celkový počet hlasů | celkový počet hlasů v %                   | celkový počet mandátů | +/- |
| ----------- | ------------------ | ---------- | ------------------- | ----------------------------------------- | --------------------- | --- |
| září 2019   | Demokratický tábor | Ehud Barak | 192 495             | 4,34 (jako součást Demokratického tábora) | 1/120                 | ▲1  |
|             |                    |            |                     |                                           |                       |     |